# 天使のどろっぷ
『天使のどろっぷ』（てんしのどろっぷ、Tenshi no Drop）は、中嶋ちずなによる日本の漫画作品。2011年8月24日にフレックスコミックスが運営するウェブコミック配信サイト「FlexComixブラッド」にて配信開始。2012年7月24日よりジー・モードが運営するウェブコミック配信サイト「COMIC メテオ」に移籍し2013年12月25日に更新を終了した。全85話。各話のサブタイトルは「うんと、○○」と付けられる。
2012年12月にアニメ化されることが発表され、2013年5月12日（再放送5月18日）放送。

## あらすじ
全寮制の私立中学「聖アズマリア女学園」に入学したぼたんとしのぶは寄宿舎で「天使」を自称する女の子・うんと出会う。ひょんなことから彼女の「お漏らし」である菓子「天使のたまご」を食べた二人は天使の能力を身に付けたが、それと引き換えに自らも「天使のたまご」をお漏らしする体質になってしまう。

## 登場人物
一花 ぼたん（いちげ ぼたん）
声 - 松嵜麗
主人公の中学1年生。純潔な乙女の生活に憧れるロマンチストな性格だが、うんに出会った事がきっかけでうん門からお漏らしする体質になってしまい、自分の理想からは程遠いような学園生活を送る羽目になる。作中に登場する人物の中では一番の常識人で周囲の言動に振り回されがちな苦労人。「天使のたまご」はピンク色のきのこ型のお菓子。
従妹 しのぶ（いとこ しのぶ）
声 - 後藤麻衣
ぼたんの親友で、女学園でも寄宿舎は同部屋となった。アニメが大好きで、天然ボケな性格で、若干羞恥心を感じる事はあるが「天使のたまご」を産む事に抵抗はなく、どこででもすぐにお漏らしたり、破廉恥な話題を堂々と話すなどして、その度にぼたんの肝を冷やさせる。緑色のたけのこ型のお菓子。
うん
声 - 五十嵐裕美
自称「天使」。ぼたんとしのぶが寄宿舎に入った直後に出会い、彼女達を「天使のたまご」を産む体質にした張本人。その後は成り行きで彼女達の部屋に一緒に住む事になる。
一見純粋な性格に見えるが、その実、笑顔で酷い事をする事もしばしば。「天使のたまご」は黄色のリング状のお菓子。
北枕 ひばち（きたまくら ひばち）
声 - 巽悠衣子
ぼたん達のクラスメイト。寄宿舎ではももこと同部屋である。極度のあがり症で、事ある毎に自分のヘアバンドで目を隠す。若干ドMの気がある。
後に、ぼたんの「天使のたまご」を食べてしまう。
柳生 ももこ（やぎゅう ももこ）
声 - 三澤紗千香
ひばちのルームメイト。「心頭滅却」が口癖の古風な雰囲気を漂わせる少女だが、実は本当のお漏らしをしやすい体質であり、その為、季節・気候に関わらず、常に首元にマフラーを巻いて身体を冷やさないようにしている。ひばちの事が好き。

## 単行本
メテオCOMICS（発行：フレックスコミックス、発売：ほるぷ出版）より既刊4巻。
後に最終巻である5巻が電子書籍版で発売された。

## テレビアニメ
2013年5月12日（再放送5月18日）に、AT-Xにて放送された約7分のショートアニメ。

### スタッフ
- 原作 - 中嶋ちずな「天使のどろっぷ」
- 企画 - 郡山龍
- エグゼクティブプロデューサー - 直井徹
- プロデューサー - 大原泰三
- 監督・演出・脚本 - 伊藤浩二
- キャラクターデザイン・作画監督 - 奈須一裕
- 美術監督 - 杉山祐子
- 色彩設計 - 日比智恵子
- 編集 - 櫻井崇
- コンポジット・ディレクター - 今泉秀樹、加藤友宜
- 音響監督 - 藤原啓治
- アニメーション制作 - AICフロンティア

### 放送局
| 放送地域 | 放送局 | 放送期間      | 放送日時           | 放送系列         | 備考             |
| -------- | ------ | ------------- | ------------------ | ---------------- | ---------------- |
| 日本全域 | AT-X   | 2013年5月12日 | 日曜 22:53 - 23:00 | アニメ専門CS放送 | リピート放送あり |